# Allium plummerae
Allium plummerae — вид трав'янистих рослин родини амарилісові (Amaryllidaceae), ендемік півдня Аризони, США й Сонори, Мексика.

## Опис
Цибулин зазвичай 1, подовжені, до 5 × 1–1.5 см; зовнішні оболонки містять 1 або більше цибулин, сірі або коричневі, сітчасті; внутрішні оболонки білуваті. Листки стійкі, зелені в період цвітіння, 3–6; листові пластини плоскі, широко жолобчасті, 25–50 см × 3–7 мм, краї цілі або дрібно зубчасті. Стеблина стійка, одиночна, прямостійна, циліндрична або ± 4-кутна, 30–50 см × 1–3.5 мм. Зонтик стійкий, прямостійний, нещільний, 10–25-квітковий, півсферично-кулястий, цибулинки невідомі. Квіти ± зірчасті, 5–10 мм; листочки оцвітини білі або рожеві, ланцетні, ± рівні, краї цілі, верхівки гострі. Пиляки пурпурові; пилок світло-жовтий. Насіннєвий покрив блискучий. 2n = 28.
Період цвітіння: червень — вересень.

## Поширення
Ендемік півдня Аризони, США й Сонори, Мексика.
Населяє скелясті схили, береги потоків та болотисті землі, гори; 1600—2800 м.